# Susanna Centlivre
Susanna Centlivre (née Susanna Freeman, aussi connue comme Susanna Carroll) (baptisée en novembre 1669 dans le Lincolnshire et morte le 1er décembre 1723), est une femme de lettres anglaise célèbre par ses aventures et son talent dramatique.

## Biographie
Elle resta orpheline a 12 ans ; se vit forcée, par les mauvais traitements, à fuir de la maison où elle était élevée ; passa quelque temps à l'université de Cambridge, sous des habits d'homme, en compagnie d'un jeune étudiant, devint deux fois veuve en 4 ans, se fit alors auteur pour vivre, puis monta sur la scène.
Elle n'eut pas un grand succès comme actrice, mais sa beauté fut remarquée de Joseph Centlivre, maître d'hôtel de la reine Anne de Grande-Bretagne, qui l'épousa (1706) et la mit en relation avec plusieurs hommes de lettres, Richard Steele, Nicholas Rowe, George Farquhar, etc.

## Œuvres
On a d'elle plusieurs comédies dont quelques-unes eurent du succès, notamment : 
- Les Ruses de l'amour ;
- Le Joueur ;
- L'Affairé ;
- The Busy-Body (l'Homme affairé), 1709 ;
- A bold stroke for a wife (Un coup hardi pour une femme), 1718 ;
- The Wonder (la Merveille), jouée en 1714.